# Janusz Zabłocki (dyplomata)
Janusz Jerzy Zabłocki (ur. 6 czerwca 1923 w Warszawie, zm. 2 maja 2003) – polski dyplomata.

## Życiorys
Syn Stefana Zabłockiego, inżyniera chemika, działacza politycznego związanego z Władysławem Sikorskim (w czasie wojny był wiceszefem jego gabinetu).
Janusz Zabłocki w czasie wojny służył w armii gen. Maczka, brał udział w walkach w 1944 (posiadacz szeregu odznaczeń bojowych). Po wojnie zaczął studiować w Szkocji medycynę. W 1947 powrócił z rodzicami do Polski i rozpoczął pracę w Ministerstwie Spraw Zagranicznych, jednocześnie studiując; uzyskał stopień magistra prawa międzynarodowego.
W 1953 zwolniony z pracy w MSZ jako „osobnik niepewny politycznie”. Pracował w różnych instytucjach, do dyplomacji mógł powrócić dopiero w 1957. Po powrocie do MSZ brał czynny udział w sfinalizowaniu sprowadzenia do Polski z Kanady skarbów wawelskich. Temu zagadnieniu poświęcił opracowanie „Sprawa polskich zbiorów wawelskich w Kanadzie” (1959). Pracował na placówkach w Indiach (zastępca ambasadora), Wietnamie (ambasador w Komisji Nadzoru i Kontroli, Sajgon), Wielkiej Brytanii (minister pełnomocny), Libanie (ambasador, 1977–1981) i Francji (stały przedstawiciel i minister pełnomocny przy UNESCO, 1986–1989). Brał udział w wielu konferencjach międzynarodowych, zwłaszcza ONZ-u (Paryż, Nowy Jork, Genewa, Bangkok),
Znawca historii politycznej i wojskowej II Rzeczypospolitej i okresu II wojny światowej.
Według materiałów zgromadzonych w archiwum Instytutu Pamięci Narodowej był w latach 1956–1973 tajnym współpracownikiem Służby Bezpieczeństwa PRL o pseudonimie „Saragat”.
W 1979 został odznaczony Krzyżem Oficerskim Orderu Odrodzenia Polski.
Jego synem jest Krzysztof Zabłocki, tłumacz.
Pochowany na cmentarzu Powązkowskim w Warszawie (kwatera 157-2-18).